# Região Geográfica Imediata de João Monlevade

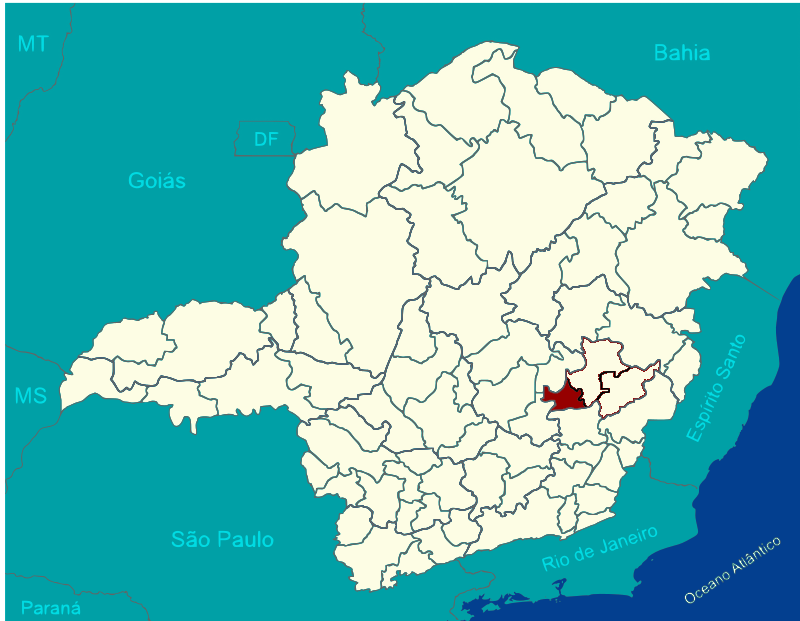
Região Geográfica Imediata de João Monlevade.

A Região Geográfica Imediata de João Monlevade é uma das 70 regiões geográficas imediatas do Estado de Minas Gerais, uma das três regiões geográficas imediatas que compõem a Região Geográfica Intermediária de Ipatinga e uma das 509 regiões geográficas imediatas do Brasil, criadas pelo IBGE em 2017.

## Municípios
É composta por 6 municípios:
- Bela Vista de Minas
- João Monlevade
- Nova Era
- Rio Piracicaba
- São Domingos do Prata
- São Gonçalo do Rio Abaixo

## Estatísticas
Tem uma população estimada pelo IBGE para 1.º de julho de 2017 de 149 799 habitantes e área total de 2 050,860 km².